# Linköpings Johannelunds församling
Linköpings Johannelunds församling är en församling i Linköpings stift inom Svenska kyrkan. Församlingen ingår i Linköpings domkyrkopastorat och ligger i Linköpings kommun i Östergötlands län, i Linköpings sydöstra delar, Johannelund. 
Församlingskyrka är Johannelunds kyrka, vilken invigdes på Jungfru Marie bebådelsedag 1963. Kyrkobyggnaden bär från och med den 13 mars 2005 namnet Sankta Maria i Johannelund.  

## Administrativ historik
Linköpings Johannelunds församling bildades 1972 ur Linköpings S:t Lars församling. Den kyrkliga verksamheten i Johannelund började 1955, då kyrkoadjunkten i S:t Lars församling, Sam Aurelius, fick uppdraget att starta distriktsverksamhet i Johannelund och några år därefter kunde en klockstapel invigas i Johannelunds centrum.
Församlingen utgjorde ett eget pastorat mellan 1972 och 2010, varefter församlingen till 2014 ingick i Linköpings domkyrkopastorat. Från 2014 ingår församlingen i Linköpings pastorat, 2015 namnändrat till Linköpings domkyrkopastorat.

## Areal
Linköpings Johannelunds församling omfattade den 1 januari 1976 en areal av 2,8 kvadratkilometer, varav 2,7 kvadratkilometer land.

## Series pastorum
| Verksam   | Namn                    | Född | Död | Övrigt |
| --------- | ----------------------- | ---- | --- | ------ |
| 1972-1980 | Sam Aurelius            |      |     |        |
| 1980-2000 | Arne Lindgren           |      |     |        |
| 2000-2010 | Dan Jansson             |      |     |        |
| 2011-     | Domprost Peter Lundborg |      |     |        |

## Organister
| Period    | Namn           | Levnadstid |  |
| --------- | -------------- | ---------- |  |
| 1972-1976 | Lennart Ekholm |            |  |
|           | Örjan          |            |  |
|           | Michael Sager  |            |  |